# علی ثقفی
علی ثقفی (۱۳۲۳، قزوین) بنیان‌گذار و نخستین رئیس انجمن حسابداری ایران (از ۱۳۸۲ تا کنون)، رئیس دانشکده حسابداری و علوم مالی دانشگاه علامه طباطبایی (شهریور ۱۳۹۲ تا کنون)، نخستین دبیرکل جامعه حسابداران رسمی ایران (۱۳۸۲-۱۳۸۰)، و نخستین دبیرکل کانون نهادهای سرمایه‌گذاری ایران (۱۳۸۸-۱۳۸۵) است.
وی را به سبب بنیان‌گذاری دوره‌های کارشناسی ارشد و دکتری حسابداری و راه‌اندازی مجلات دانشگاهی حسابداری «آفریننده مکتب نظری حسابداری در ایران» می‌دانند.
او رئیس اسبق دانشکده حسابداری و علوم مالی دانشگاه صنعت نفت (۱۳۷۳-۱۳۷۱)، رئیس اسبق دانشکده مدیریت و حسابداری دانشگاه علامه طباطبایی (۱۳۸۷-۱۳۸۳)، عضو هیئت علمی گروه حسابداری دانشکده مدیریت و حسابداری دانشگاه علامه طباطبایی (از ۱۳۷۷ تا کنون) و از سرشناس‌ترین دانشگاهیان حسابداری ایران در چهار دهه گذشته‌است.

## خانواده
در سال ۱۳۲۳ در خانواده‌ای فرهنگی در قزوین دیده به جهان گشود. پدر و مادرش هر دو آموزگار بودند. در سه سالگی مادر خود را از دست داد.

## تحصیلات
- سال ۱۳۴۱: دریافت دیپلم ریاضی از دبیرستان محمد قزوینی.
- سال ۱۳۴۵: نام‌نویسی در مؤسسه عالی حسابداری در رشته حسابداری.
- بهمن ۱۳۴۹: دریافت مدرک کارشناسی حسابداری از مؤسسه عالی حسابداری شرکت ملی نفت ایران.
- سال ۱۳۵۱: سفر به آمریکا برای تحصیلات تکمیلی و آغاز دوره کارشناسی ارشد حسابداری در دانشگاه ایندیانا.
- سال ۱۳۵۳: دریافت مدرک کارشناسی ارشد حسابداری از دانشگاه ایندیانا با معدل ۱۹٫۸. بلافاصله تحصیل در دوره دکتری حسابداری را در دانشگاه میزوری آغاز کرد. هم‌زمان، اصول حسابداری ۱ و ۲ و حسابداری صنعتی ۱ و ۲ را نیز در این دانشگاه تدریس می‌کرد.
- سال ۱۳۵۶: دریافت دکتری حسابداری از دانشگاه میزوری.[۱][۳][۴][۵]

## تدریس در دانشگاه‌ها
- سال ۱۳۵۶: استخدام در دانشگاه میزوری به عنوان استادیار. آن جا، سه سال به تدریس دروس حسابرسی، حسابداری پیشرفته و اصول حسابداری پرداخت.
- سال ۱۳۵۹: به ایران بازگشت و در دانشگاه شهید بهشتی، دانشکده حسابداری دانشگاه صنعت نفت و مؤسسه عالی بازرگانی به تدریس مشغول شد.
- سال ۱۳۶۰: با انقلاب فرهنگی و تعطیلی دانشگاه‌ها، وارد وزارت بازرگانی شد. پس از مدتی، به مقام معاونت بررسی قیمت‌ها و عضو هیئت مدیره سازمان حمایت مصرف‌کنندگان و تولیدکنندگان منصوب شد؛ ولی، پس از بازگشایی دانشگاه‌ها به تدریس در دانشگاه شهید بهشتی، دانشگاه تهران، دانشگاه علامه طباطبایی، دانشگاه صنعتی شریف، دانشگاه امام صادق، دانشگاه الزهرا، و دانشکده حسابداری دانشگاه صنعت نفت در سطوح کارشناسی تا دکتری ادامه داد. وی در سال ۱۳۷۷ به عضویت هیئت علمی دانشگاه علامه طباطبایی درآمد که تاکنون ادامه دارد.[۱][۳][۴][۵]

## راه‌اندازی دوره‌های تحصیلات تکمیلی حسابداری در ایران
دوره کارشناسی ارشد حسابداری را در دانشگاه تربیت مدرس راه‌اندازی کرد و ۱۰ سال سرپرستی رشته حسابداری این دانشگاه را بر عهده گرفت (۱۳۷۱-۱۳۶۲). دوره کارشناسی ارشد حسابداری دانشگاه آزاد اسلامی نیز به همت وی راه‌اندازی شد و سرپرستی این دوره نیز سه سال بر عهده وی بود. پس از آن، به راه‌اندازی دوره دکتری حسابداری در دانشگاه‌های ایران مبادرت کرد. این دوره را ابتدا در دانشگاه تهران و سپس در دانشگاه علامه طباطبایی راه انداخت.

## خلاصه‌ای از مسئولیت‌های دانشگاهی
- راه‌اندازی و سرپرستی دوره کارشناسی ارشد حسابداری دانشگاه تربیت مدرس (۱۳۷۱–۱۳۶۲)؛
- راه‌اندازی و سرپرستی دوره کارشناسی ارشد و دکتری حسابداری دانشگاه آزاد اسلامی واحد علوم و تحقیقات؛
- راه‌اندازی و سرپرستی دوره دکتری حسابداری دانشگاه تهران؛
- راه‌اندازی و سرپرستی دوره دکتری حسابداری دانشگاه علامه طباطبایی (از ۱۳۷۲)؛
- مدیر گروه حسابداری دانشگاه علامه طباطبایی (۱۳۸۳–۱۳۷۹).
- رئیس دانشکده حسابداری و علوم مالی دانشگاه صنعت نفت (۱۳۷۳–۱۳۷۱)؛
- رئیس دانشکده مدیریت و حسابداری دانشگاه علامه طباطبایی (شهریور ۱۳۸۷ - مهر ۱۳۸۳)؛
- همکاری و سرپرستی علمی همایش‌های ملی حسابداری در ایران از سال ۱۳۶۷.[۱][۳][۴][۵]
- برگزیده جایزه استاد سرآمد آموزشی سال 1396 توسط وزارت علوم،تحقیقات و فناوری

## خدمات تألیفی
- بنیان‌گذار مجله علمی-پژوهشی «بررسی‌های حسابداری» (نخستین مجله دانشگاهی حسابداری ایران) در دانشگاه تهران و عهده‌داری سردبیری آن به مدت پنج سال (۲۰ شماره نخست). بسیاری از دانشجویان آن سال‌ها از این راه وارد حوزه تألیف مقالات علمی حسابداری شدند و با تشویق وی این مسیر را ادامه دادند.
- بنیان‌گذار و عضو هیئت تحریریه مجله علمی-پژوهشی «مطالعات حسابداری»، دانشگاه علامه طباطبایی، از سال ۱۳۸۲.
- بنیان‌گذار و عضو هیئت تحریریه مجله علمی-پژوهشی «دانش و پژوهش حسابداری»، انجمن حسابداری ایران، از سال ۱۳۸۴.
- بنیان‌گذار و سردبیر مجله علمی-پژوهشی «تحقیقات حسابداری و حسابرسی»، انجمن حسابداری ایران، از سال ۱۳۸۸.
- بنیان‌گذار و سردبیر مجله علمی-ترویجی «مطالعات حسابداری و حسابرسی»، انجمن حسابداری ایران، از سال ۱۳۹۱.
- عضو هیئت تحریریه مجله علمی-پژوهشی «تحقیقات مالی»، دانشگاه تهران.
- همکاری با دانشگاه پیام نور در تهیه و تدوین کتب درسی حسابداری.
- همکاری با سازمان مطالعه و تدوین کتب علوم انسانی (سمت) - وابسته به شورای عالی انقلاب فرهنگی - برای تهیه و تدوین کتب درسی رشته حسابداری.
- هم‌کاری مستمر با سازمان حسابرسی؛ وی چهار سال مدیر تدوین استانداردهای حسابداری بود. نشریه ۱۱۳ سازمان حسابرسی با عنوان «مبانی نظری و گزارشگری مالی در ایران» که یکی از دستاوردهای معتبر و مرجع مرکز تحقیقات تخصصی حسابداری و حسابرسی است با مشارکت وی در آن دوران تألیف شد.[۱][۳][۴][۵]

## نظریه‌های حسابداری (کتاب)

«نظریه‌های حسابداری (جلد اول)»، مرداد ۱۳۹۲، انجمن حسابداری ایران

علی ثقفی پس از سه دهه تدریس در دوره‌های کارشناسی ارشد و دکتری حسابداری در دانشگاه‌های ایران سرانجام در مرداد ۱۳۹۲ جلد اول کتاب «نظریه‌های حسابداری» خود را منتشر کرد. این نخستین کتاب نظریه حسابداری (به انگلیسی: Accounting Theory) است که توسط یک دانشمند ایرانی تألیف شده‌است. این کتاب از سوی انجمن حسابداری ایران منتشر شد.

## راه‌اندازی و رهبری انجمن‌های علمی و حرفه‌ای
- بنیان‌گذار و نخستین رئیس انجمن حسابداری ایران (از ۱۳۸۲ تا کنون).
- نخستین دبیرکل جامعه حسابداران رسمی ایران (۱۳۸۲–۱۳۸۰)؛
- نخستین دبیرکل کانون نهادهای سرمایه‌گذاری ایران (۱۳۸۸–۱۳۸۵).[۱][۳][۴][۵][۹]

## خلاصه‌ای از سوابق حرفه‌ای
- کارمند وزارت امور اقتصادی و دارایی، ممیز مالیاتی (۱۳۵۱-۱۳۴۶)؛
- مدیر و شریک مؤسسه حسابرسی فن‌پال، ایران (۱۳۵۱–۱۳۴۹)؛
- ناظر مالی وزارت بازرگانی در شرکت دیران (۱۳۵۹-۱۳۵۸)؛
- مدیر مالی فروشگاه‌های زنجیره‌ای قدس (۱۳۵۹–۱۳۵۸)؛
- عضو هیئت مدیره و معاون بررسی قیمت‌ها، سازمان حمایت مصرف‌کنندگان و تولیدکنندگان (۱۳۸۰–۱۳۶۰)؛
- مدیر تدوین استانداردهای حسابداری، سازمان حسابرسی (۱۳۷۴-۱۳۶۹).[۱][۳][۴][۵]